# Big West Conference 2019 (pallavolo maschile)
La Big West Conference 2019, 	2ª edizione del campionato maschile di pallavolo organizzato dalla Big West Conference, si è svolta dall'8 febbraio al 20 aprile 2019: al torneo hanno partecipato 6 squadre universitarie statunitensi e la vittoria finale è andata per la prima volta alla Hawaii.

## Regolamento

### Formula
La formula ha previsto:
- Regular season, disputata con gare di andata e ritorno, per un totale di dieci incontri per squadra: le prime due classificate hanno avuto accesso diretto alle semifinali del torneo di conference, le formazioni classificate dal terzo al sesto posto hanno avuto accesso ai quarti di finale del torneo di conference.
- Torneo di conference, disputato con quarti di finale, semifinali e finale in gara unica.

### Criteri di classifica
Non è stato assegnato alcun punteggio per le vittorie e le sconfitte. L'ordine del posizionamento in classifica è stato definito in base a:
- Ratio delle partite vinte/perse;
- Risultato negli scontri diretti.

## Squadre partecipanti
| Club             | Nickname         | Stagione | Città         | Impianto            | Stagione precedente Big West Conferece                              | Stagione precedente NCAA Division I |
| ---------------- | ---------------- | -------- | ------------- | ------------------- | ------------------------------------------------------------------- | ----------------------------------- |
| UC Irvine        | Anteaters        | Dettagli | Irvine        | Bren Events Center  | 3ª in Big West Conference, semifinali al torneo di conference       | Quarti di finale in NCAA Division I |
| UC San Diego     | Tritons          | Dettagli | San Diego     | RIMAC Arena         | 6ª in Big West Conference, quarti di finale al torneo di conference | -                                   |
| UC Santa Barbara | Gauchos          | Dettagli | Santa Barbara | Robertson Gymnasium | 5ª in Big West Conference, quarti di finale al torneo di conference | -                                   |
| CSU Long Beach   | 49ers            | Dettagli | Long Beach    | Walter Pyramid      | 1ª in Big West Conference, vincitrice al torneo di conference       | Vincitrice NCAA Division I          |
| CSU Northridge   | Matadors         | Dettagli | Los Angeles   | The Matadome        | 4ª in Big West Conference, semifinali al torneo di conference       | -                                   |
| Hawaii           | Rainbow Warriors | Dettagli | Honolulu      | Stan Sheriff Center | 2ª in Big West Conference, finale al torneo di conference           | -                                   |

## Torneo

### Regular season

#### Classifica
| Pos. | Squadra          | Conference | Conference | Conference | Conference | Overall | Overall | Overall | Overall |
| Pos. | Squadra          | Pt         | G          | V          | P          | Pt      | G       | V       | P       |
| ---- | ---------------- | ---------- | ---------- | ---------- | ---------- | ------- | ------- | ------- | ------- |
| 1.   | CSU Long Beach   | .1.000     | 10         | 10         | 0          | .933    | 30      | 28      | 2       |
| 2.   | Hawaii           | .800       | 10         | 8          | 2          | .903    | 31      | 28      | 3       |
| 3.   | UC Irvine        | .500       | 10         | 5          | 5          | .621    | 29      | 18      | 11      |
| 4.   | UC Santa Barbara | .400       | 10         | 4          | 6          | .643    | 28      | 18      | 10      |
| 5.   | CSU Northridge   | .300       | 10         | 3          | 7          | .481    | 27      | 13      | 14      |
| 6.   | UC San Diego     | .000       | 10         | 0          | 10         | .259    | 27      | 7       | 20      |

      Qualificate alle semifinali del torneo di conference
      Qualificate ai quarti di finale del torneo di conference

### Torneo di Conference
|  | Quarti di finale | Quarti di finale | Quarti di finale |                  |   | Semifinali     | Semifinali     | Semifinali |  |  | Finale | Finale | Finale |  |
|  |                  |                  |                  |                  |   |                |                |            |  |  |        |        |        |  |
|  |                  |                  |                  |                  |   | 1              | CSU Long Beach | 3          |  |  |        |        |        |  |
|  |                  |                  |                  |                  |   | 1              | CSU Long Beach | 3          |  |  |        |        |        |  |
|  |                  |                  | 4                | UC Santa Barbara | 1 |                |                |            |  |  |        |        |        |  |
|  | 4                | UC Santa Barbara | 4                | UC Santa Barbara | 1 | 3              |                |            |  |  |        |        |        |  |
|  | 4                | UC Santa Barbara |                  |                  |   |                |                |            |  |  |        |        |        |  |
|  | 5                | CSU Northridge   | 2                |                  |   |                |                |            |  |  |        |        |        |  |
|  | 5                | CSU Northridge   | 2                |                  | 1 | CSU Long Beach | 2              |            |  |  |        |        |        |  |
|  |                  |                  |                  |                  |   |                |                |            |  |  |        |        |        |  |
|  |                  |                  | 2                | Hawaii           | 3 |                |                |            |  |  |        |        |        |  |
|  |                  |                  |                  | Hawaii           | 3 |                |                |            |  |  |        |        |        |  |
|  |                  |                  |                  |                  |   |                |                |            |  |  |        |        |        |  |
|  |                  |                  |                  |                  |   |                |                |            |  |  |        |        |        |  |
|  |                  | 2                | Hawaii           | 3                |   |                |                |            |  |  |        |        |        |  |
|  |                  |                  |                  | 3                |   |                |                |            |  |  |        |        |        |  |
|  |                  |                  | 3                | UC Irvine        | 0 |                |                |            |  |  |        |        |        |  |
|  | 3                | UC Irvine        | 3                | UC Irvine        | 0 | 3              |                |            |  |  |        |        |        |  |
|  | 3                | UC Irvine        |                  |                  |   |                |                |            |  |  |        |        |        |  |
|  | 6                | UC San Diego     | 0                |                  |   |                |                |            |  |  |        |        |        |  |

## Premi individuali
| Premio                             | Giocatrice         | Squadra          |
| ---------------------------------- | ------------------ | ---------------- |
| Player of the Year                 | Kyle Ensing        | CSU Long Beach   |
| Freshman of the Year               | Ryan Wilcox        | UC Santa Barbara |
| Coach of the Year                  | Alan Knipe         | CSU Long Beach   |
| MVP del torneo di conference       | Stijn van Tilburg  | Hawaii           |
| All-Big West Conference First Team | Nicholas Amado     | CSU Long Beach   |
| All-Big West Conference First Team | Karl Apfelbach     | UC Irvine        |
| All-Big West Conference First Team | Hayden Boehle      | UC Santa Barbara |
| All-Big West Conference First Team | Corey Chavers      | UC Santa Barbara |
| All-Big West Conference First Team | Torey DeFalco      | CSU Long Beach   |
| All-Big West Conference First Team | Kyle Ensing        | CSU Long Beach   |
| All-Big West Conference First Team | Patrick Gasman     | Hawaii           |
| All-Big West Conference First Team | Dimitar Kalčev     | CSU Northridge   |
| All-Big West Conference First Team | Radoslav Parapunov | Hawaii           |
| All-Big West Conference First Team | Joel Schneidmiller | UC Irvine        |
| All-Big West Conference First Team | Joshua Tuaniga     | CSU Long Beach   |
| All-Big West Conference First Team | Stijn van Tilburg  | Hawaii           |
| All-Big West Conference First Team | Gage Worsley       | Hawaii           |
| All-Big West Conference First Team | Joseph Worsley     | Hawaii           |
| All-Frashman Team                  | Ryan Wilcox        | UC Santa Barbara |
| All-Frashman Team                  | Logan Clark        | UC San Diego     |
| All-Frashman Team                  | Blake Crisp        | UC San Diego     |
| All-Frashman Team                  | Brandon Hicks      | UC Santa Barbara |
| All-Frashman Team                  | Taylor Ittner      | CSU Northridge   |
| All-Frashman Team                  | Alexandre Nsakanda | UC Irvine        |
| All-Frashman Team                  | Daniel Wetter      | CSU Northridge   |

## Verdetti
| Squadra        | Qualificazione  |
| -------------- | --------------- |
| Hawaii         | NCAA Division I |
| CSU Long Beach | NCAA Division I |